# 哈利·波特：魔法史
哈利波特：魔法史（英語：Harry Potter: A History of Magic）是一個來自J‧K‧羅琳虛構的《哈利波特》系列發展的一個展示真實世界魔法文物與歷史的展覽，該展覽最初於2017年在英國大英圖書館開幕，作為慶祝《哈利波特－神秘的魔法石》出版20周年的一部分。該展覽於2017年10月至2018年2月期間舉行，當中包括《哈利波特》系列小說相關的書籍、手稿和物品的展示，它也可以通過Google藝術與文化平台在線獲得，該展覽亦於2018年10月至2019年1月於美國紐約歷史學會中展出。
兩本官方出版物《哈利波特：魔法史》和《哈利波特：穿越魔法史》連同一部與展覽方一起製作的一部BBC電視紀錄片一同展出。

## 展覽

### 英國的大英圖書館展覽
在倫敦大英圖書館的展覽於2017年10月20日至2018年2月28日期間舉行，大英圖書館還在英國的22個圖書館中安裝了同一主題的較小顯示器。英國的展覽是大英圖書館與布魯姆斯伯里出版社（哈利波特系列的英國出版商）與該系列作者J·K·羅琳的合作，當中展示了真實世界的包括100多件文物，如尼樂·勒梅的墓碑，以及一個里普利捲軸（描述了製作魔法石的過程）。那些展品涉及J·K·羅琳創作的《哈利波特》小說的原始手稿和插圖等魔法世界物品，以及羅琳的原創藝術品。這些人工製品是圍繞著霍格華茲提供的各項科目課程為規劃8個主題展區（如草藥學、魔藥學和黑魔法防禦術等）。

### Google藝術與文化展
2018年2月27日，就在大英圖書館這場展覽正準備關閉之際，Google跟大英圖書館合作，利用他們的Google藝術與文化平台把《哈利波特：魔法史》展覽場地數位化並以360度呈現，使世界各地的《哈利波特》粉絲能夠在全球範圍內使用Google Arts & Culture的應用程式在線觀看該場展覽。該線上展覽是大英圖書館的互動娛樂展覽版本，包括展出相同人工製品的圖像。該展覽展示了360°全景街景風格照片，那些都是由倫敦全景攝影師班·斯馬特拍攝。

### 紐約歷史學會展覽
紐約歷史學會版本的展覽於2018年10月5日至2019年1月27日在紐約市舉行，《哈利波特：魔法史》再度於美國紐約市曼哈頓的紐約歷史學會展出，作為《哈利波特》出版20周年的慶祝活動的一部分。展覽展出了來自英國展覽的一些人工製品，也展出了涉及美國有關真實世界魔法的其他材料。美國學樂教育集團（哈利波特系列的美國出版商）也跟展覽合作，提供了與該系列在美國出版有關的文物一併展出。

## 書籍
《哈利波特：穿越魔法史》（英語：Harry Potter：A Journey Through A History of Magic）是英國大英圖書館編撰、布魯姆斯伯里出版社出版的書籍，與《哈利波特：魔法史—展覽之書》共同在2017年10月出版，以慶祝《哈利波特》小說問世二十周年。
書中以圖像為主，敘述魔法世界的相關知識，如霍格華茲魔法與巫術學院的各項科目、魔蘋果和魔法石等等；還包含了J·K·羅琳的手稿與素描以及畫家吉姆·凱所繪的插畫。
2018年1月，中譯本由皇冠文化出版。

## 紀錄片
《哈利波特：一段魔法史》（英語：Harry Potter: A History of Magic）是2017年在英國廣播公司第二台播出的電視紀錄片，由裘德·何執導。英國廣播公司為慶祝《哈利波特：神秘的魔法石》出版20周年而製作了此部紀錄片。
《哈利波特》原著作者J·K·羅琳以及大衛·休利斯、馬克·威廉士、伊凡娜·林奇、米瑞安·瑪格萊斯、瓦威克·戴維斯等一眾哈利波特電影的演員皆在片中現身。伊美黛·史道頓擔綱旁白。
片中羅琳在大英圖書館的「哈利波特：魔法史」展覽上敘述她的魔法世界與現實世界的對比。